# Solanum cookii
Solanum cookii är en potatisväxtart som beskrevs av Symon. Solanum cookii ingår i släktet skattor som ingår i familjen potatisväxter. Inga underarter finns listade i Catalogue of Life.